# Ворнинг (бенд)
Ворнинг је мексички рок бенд из Монтереја, основан 2013. од стране сестара Виљареал Велез: Данијела (гитара, вокал, клавир), Паулина (бубњеви, вокал, клавир) и Алехандра (бас гитара, пратећи вокал, клавир). Издале су четири студијска албума, два ЕП-а и 18 музичких спотова. Њихов најновији студијски албум Keep me fed објављен је 28. јуна 2024.

## Историја

### 2013–2014: Ране године
Сестре Виљареал Велез су одгајане у Монтереју и све су у раној младости добиле едукацију за клавир и разне инструменте. Страст њихових родитеља и њихово играње видео игрице, Rock Band, довели су сестре до рок музике. Након првих Rock band сесија, Даниела и Паулина су одабрале гитару и бубњеве као своје примарне инструменте. Након што је најмлађа од њих троје, Алејандра, одабрала бас гитару као свој примарни инструмент са око 7 година, сестре су одлучиле да оснују Power trio 2013.    Научили су да свирају рок песме и поставили видео снимке својих наступа на Јутјуб . 
Године 2014, 12-годишња Паулина је профилисана у издању за бубњеве за жене, Том Том Магазине .  Бенд је први пут стекао широку пажњу касније 2014. године када је, у доби од 9 до 14 година,  њихов Јутјуб видео у којем су извели Металликину песму „ Ентер Сандман “ постао виралан међу фановима рока и на крају зарадио више од 26 милиона прегледа.    Снимак је привукао пажњу гитаристе Металике Кирка Хамета, који је посебно похвалио Паулину, рекавши: "Бубњар разбија максимално дупе!" 

### 2015–2020: Као самосталне уметнице
Због признања стеченог од њиховог видеа „Ентер Сандман“ и због охрабрења Алехандриног учитеља бас гитаре (Пабло Гонзалез Сарре, басиста Los Calxons-а ),  Ворнинг су одлучиле да потраже уговор за снимање и развију сопствене песме.  Сакупиле су новац путем <i>GoFundMe</i> позива за снимање ЕП-а са шест песама, Escape the Mind,  објављеног 2015.  Током продукције ЕП-а, бенд је упознао продуцента Џејка Кармона, који је наставио да доприноси Escape the Mind и њихова наредна два албума.  
У априлу 2015, бенд се појавио на Тhe Ellen DeGeneres Show .  Током овог периода, сестре су прикупиле средства, укључујући донацију од по 10.000 долара од DeGeneres-a  и Тarget Corporation,  за похађање петонедељног програма обуке на Музичком колеџу Беркли у Сједињеним Државама.  
Такође су одржали две презентације на ТEDx конференцији на Универзитету у Невади, једну 2016. и једну 2017.   Бенд је био познат по томе што је вежбао са серијом видео игрица Rock Band рано у својој историји; тако да су дизајнери игре узвратили тако што су две песме Ворнинга укључили у Роцк Банд 4 .  
Први албум групе Тхе Варнинг, XXI Century Blood, објављен је 2017.  Музички спот за насловну нумеру освојио је неколико награда на филмским фестивалима.    Током овог периода, позвани су да наступе на Mother of All Rock Фестивалу у Монтереју,  и такође су отворили наступ за Тhe Killers у том граду. 
Њихов други албум, Queen of the Murder Scene, објављен је 2018.  Ворнинг је 2019. наступио на Rock al Parque,  највећем рок фестивалу у Латинској Америци . Крајем 2019. најавили су опсежну предстојећу турнеју широм Северне Америке, иако је отказана због пандемије КОВИД-19 . 

### 2020 – данас: Са Lava/Republic Records
У августу 2020., Ворнинг је потписао уговор о пет албума са Lava Records и започео рад на новом албуму са продуцентом Дејвидом Бендетом .  Песма „Choke“ је објављена у мају 2021.  Касније те године, Вoрнинг се појавио на Металлики трибуте албуму The Metallica Blacklist, изводећи још једну обраду песме " Ентер Сандман ", овог пута са певачицом Алесијом Каром .  Ова верзија песме је представљена као позадинска музика за видео игрицу Marvel's Midnight Suns  и Нетфликс серију The Imperfects. 
ЕП са шест песама, Маидаи, објављен је у октобру 2021.  , а Тхе Варнинг је кренуо на турнеју по Северној Америци почетком 2022. године, наступајући на више од 30 наступа као хедлајнери плус увод за Foo Fighters, Sammy Hagar and the Circle и Stone Temple Pilots . 
Објавили су сингл „Money“ у марту 2022.  и песма је достигла 31. место на Биллбоард Mainstream Rock Airplay листи.  Целокупан албум, Error, који се састоји од шест песама са Mayday ЕП-а плус „Money“ и седам нових песама, објављен је у јуну 2022.   У јулу су кренули на америчку турнеју подржавајући Halestorm и The Pretty Reckless и појављивалe се на фестивалима као што су Burlingston's Sound of Music Фестивал, Iceberh Alley, Summerfest и Upheaval, пре него што су наставили своју турнеју у августу.    Касније те године, обишли су Канаду док су биле предгрупа Three Days Grace и отворилe наступ за Guns N' Roses у свом родном граду Монтереју у Мексику. 
У првој половини 2023. године, бенд је подржавао Muse током неколико наступа на светској турнеји Will of the People у Мексику и Европи. То је била прва посета Вoрнинга Европи. У септембру 2023. наступили су на додели МТВ видео музичких награда   и, истог месеца, поново су отворили за Guns N' Roses једну емисију We're F'N' Back! Tour .  Требало је да отворе две емисије, али су морали да откажу једну због ВМА. У октобру, бенд је прославио своју 10. годишњицу концертом у Пепси Центру у Мексико Ситију. 
У мају 2023. објавили су први нови сингл „More“ са свог предстојећег албума. У пролеће 2024. објавили су још пет нових синглова са предстојећег албума: „S!CK“, „Hell You Call a Dream“, „Qué Más Quieres“, „Automatic Sun“ и „Burnout“. Званични музички спот за "Qué Más Quieres" је дебитовао на МТВ Ливе-у .  Издање „Automatic Sun“ је временски усклађено са помрачењем Сунца 2024 .  У априлу 2024. одржалe су другу концертну турнеју по Европи, овога пута као главни извођач; свих 19 станица турнеје је распродато.  У јуну 2024, Вoрнинг је завршио јапанску турнеју на позив Band-Maid-а . 
Четврти студијски албум бенда Keep Me Fed, укључујући шест синглова и шест нових песама, објављен је 28. јуна 2024.  Промовишући њихово издање албума, Вoрнинг се појавио на Jimmy Kimmel Live-у .  Матична компанија Lava, Republic, преузела је већину промоције за овај четврти албум, они продају албум и робу на својој веб страници. У јулу, Вoрнинг су представљени као уметници месеца на МТВ Push  – промотивном догађају који укључује ексклузивне видео снимке на којима изводе песме, као и интервјуе.
Током лета, бенд је био на турнеји по Европи са новим албумом, на 19 станица, укључујући Wacken Open Air  и Pol'and'Rock .  Песма "Show Them", сарадња са Band-Maid-ом снимљена током јапанске турнеје, објављена је као заједнички сингл у августу 2024. и укључена на албум Band-Maid, Epic Narratives, објављен следећег месеца.  У септембру и октобру отишли су на опсежну турнеју по Северној Америци да подрже Keep Me Fed .   У новембру 2024. Вoрнинг је наступио на додели МТВ европских музичких награда  и неколико дана касније, на 25. годишњим Латинским наградама Греми . 
Тхе Варнинг је 12. децембра 2024. објавио сингл „Hurt“, у сарадњи са Dead Poet Society . Ово се догодило након што се Паулина придружила бенду из Масачусетса на бини за извођење песме на Aftershock Festival у Калифорнији раније ове године.   Крајем године, Ворнинг се појавио у француској ТВ емисији Taratata . 
Од пролећа 2025., бенд је започео нови део своје турнеје „Keep me Fed“: почевши од Мексика (укључујући три ноћи у Auditorio National  ), затим у Јужној Америци и такође у Европи (у Лондону са својом највећом наступом ван Мексика  ).

## Утицаји и музички стил
Упозорење каже да слушају "сваку врсту музике која постоји, од класичне музике до попа". Као музичке утицаје назвали су Metallica, Muse, My Chemical Romance, Pink Floyd, Queen, Paul McCartney, Neil Peart, David Gilmour, Placebo, Badflower, Paramore, K-pop и J-rock .   Њихове женске уметнице инспирације су Hayley Williams, Esperanza Spalding, Sheila E. и Lzzy Hale . 
Све три сестре су Мусе посебно издвојиле као једну од својих највећих утицаја. Они помињу организовање породичних ноћних журки са видео снимцима Мусе концерата. Даниела (Дани) је била посебно инспирисана Метом Беламијем, не само његовим гитарским стилом већ и његовим анимираним присуством на сцени. У једном видео снимку на Јутјубу, она издваја гитарски риф у Мусеовој „ Supermassive Black Hole “ као кључни утицај и чак подстиче гитаристу амбициозног да научи риф. 
Ворнинг су описани као рок и хард рок бенд.  

## Чланови бенда
- Данијела „Дани“ Виљареал Велез [73] – гитаре, главни и пратећи вокал, клавир
- Паулина „Пау“ Вилларреал Велез [73] – бубњеви, пратећи и главни вокали, клавир
- Алехандра „Але“ Виљареал Велез [73] – бас, клавир, пратећи и повремено главни вокали

## Дискографија

### Студијски албуми
| Title                                                                             | Album details                                                           | Peak chart positions | Peak chart positions | Peak chart positions | Peak chart positions | Peak chart positions | Peak chart positions | Peak chart positions | Peak chart positions |
| Title                                                                             | Album details                                                           | AUT                  | BEL FLA              | BEL WAL              | GER                  | SPA                  | SWI                  | UK Rock              | US                   |
| --------------------------------------------------------------------------------- | ----------------------------------------------------------------------- | -------------------- | -------------------- | -------------------- | -------------------- | -------------------- | -------------------- | -------------------- | -------------------- |
| XXI Century Blood                                                                 | - Released: 27 March 2017 - Label: Independent - Formats: CD, LP, DI    | —                    | —                    | —                    | —                    | —                    | —                    | —                    | —                    |
| Queen of the Murder Scene                                                         | - Released: 25 November 2018 - Label: Independent - Formats: CD, LP, DI | —                    | —                    | —                    | —                    | —                    | —                    | —                    | —                    |
| Error                                                                             | - Released: 24 June 2022 - Label: Lava, Republic - Formats: CD, LP, DI  | —                    | —                    | —                    | —                    | —                    | —                    | —                    | —                    |
| Keep Me Fed                                                                       | - Released: 28 June 2024 - Label: Lava, Republic - Formats: CD, LP, DI  | 39                   | 122                  | 192                  | 19                   | 79                   | 14                   | 1                    | 59                   |
| "—" denotes a recording that did not chart or was not released in that territory. |                                                                         |                      |                      |                      |                      |                      |                      |                      |                      |

### Проширене представе
- Escape the Mind (2015)
- Мayday (2021)

### Singlovi
| Title                                                                             | Year | Peak chart positions | Peak chart positions | Peak chart positions | Peak chart positions | Album                   |
| Title                                                                             | Year | CAN Rock             | US Hard Rock         | US Hard Rock Dig.    | US Main. Rock        | Album                   |
| --------------------------------------------------------------------------------- | ---- | -------------------- | -------------------- | -------------------- | -------------------- | ----------------------- |
| "Free Falling"                                                                    | 2015 | —                    | —                    | —                    | —                    | Escape the Mind         |
| "Narcisista"                                                                      | 2019 | —                    | —                    | —                    | —                    | Non-album single        |
| "Choke"                                                                           | 2021 | —                    | —                    | —                    | —                    | Error                   |
| "Evolve"                                                                          | 2021 | —                    | —                    | —                    | —                    | Error                   |
| "Enter Sandman" (with Alessia Cara)                                               | 2021 | —                    | 13                   | 11                   | —                    | The Metallica Blacklist |
| "Martirio"                                                                        | 2021 | —                    | —                    | —                    | —                    | Error                   |
| "Disciple"                                                                        | 2021 | —                    | —                    | —                    | —                    | Error                   |
| "Money"                                                                           | 2022 | 23                   | —                    | —                    | 31                   | Error                   |
| "Choke" (featuring Grandson and Zero 9:36)                                        | 2022 | —                    | —                    | —                    | —                    | Non-album single        |
| "More"                                                                            | 2023 | 25                   | —                    | 8                    | 36                   | Keep Me Fed             |
| "S!CK"                                                                            | 2024 | 20                   | —                    | 5                    | 8                    | Keep Me Fed             |
| "Hell You Call a Dream" / "Qué Más Quieres"                                       | 2024 | —                    | —                    | —                    | 32                   | Keep Me Fed             |
| "Hell You Call a Dream" / "Qué Más Quieres"                                       | 2024 | —                    | —                    | —                    | —                    | Keep Me Fed             |
| "Automatic Sun"                                                                   | 2024 | —                    | —                    | —                    | —                    | Keep Me Fed             |
| "Burnout"                                                                         | 2024 | —                    | —                    | —                    | —                    | Keep Me Fed             |
| "Six Feet Deep"                                                                   | 2024 | —                    | —                    | —                    | —                    | Keep Me Fed             |
| "Show Them" (with Band-Maid)                                                      | 2024 | —                    | —                    | —                    | —                    | Epic Narratives         |
| "HURT" (with Dead Poet Society)                                                   | 2024 | —                    | 15                   | —                    | 8                    | Fission                 |
| "—" denotes a recording that did not chart or was not released in that territory. |      |                      |                      |                      |                      |                         |

| Song                                       | Year | Director                             | Link |
| ------------------------------------------ | ---- | ------------------------------------ | ---- |
| "XXI Century Blood"                        | 2017 | Abraham Marcos                       |      |
| "Choke"                                    | 2021 | Gabo Ramos                           |      |
| "Evolve"                                   | 2021 | Rudy Joffroy                         |      |
| "Enter Sandman"                            | 2021 | Rudy Joffroy                         |      |
| "Martirio"                                 | 2021 | Oliver Castro                        |      |
| "Disciple"                                 | 2021 | Gabo Ramos                           |      |
| "Animosity"                                | 2021 | Maurice Vargas                       |      |
| "Money"                                    | 2022 | Iván Chávez, Rudy Joffroy            |      |
| "Error"                                    | 2022 | Alexa Cha, CJ Nicadao                |      |
| "Choke" (featuring Grandson and Zero 9:36) | 2022 | Iván Chávez                          |      |
| "More"                                     | 2023 | Iván Chávez                          |      |
| "S!CK"                                     | 2024 | Iván Chávez                          |      |
| "Hell You Call A Dream" (live video)       | 2024 | Iván Chávez                          |      |
| "Automatic Sun"                            | 2024 | AJ Gómez (Groovy Chaos), Iván Chávez |      |
| "¿Qué Mas Quieres?"                        | 2024 | Paulina Villarreal, Iván Chávez      |      |
| "Burnout"                                  | 2024 | Rudy Joffroy, Iván Chávez            |      |
| "Six Feet Deep"                            | 2024 | AJ Gómez (Groovy Chaos)              |      |
| "Show Them" (with Band-Maid)               | 2024 | Ryōji Aoki                           |      |
| "HURT" (with Dead Poet Society)            | 2025 | Edward Curren                        |      |

## Награде
2023 - Modern Drummer's Readers Poll - "Up and Coming" - Паулина Виљареал
2023 - Drumeo Awards - Рок бубњар године- Паулина Виљареал
2024 - The Folk N Rock Awards - Најбољи рок албум 2024 - Keep me Fed